# Сементиве
Сементиве също Паганалия; Паганалии (на латински: Sementivae, Feriae Sementivae, Sementina dies, Paganalia, Paganalien) е стар римски фестивал, празник в Древен Рим на сеитбата от 24 януари до 26 януари в чест на богините Церера и Тера.. Въведен е отново от цар Сервий Тулий.